# Abrothrix andina
Espèce
Synonymes
- Mus andinus Philippi, 1858[1]
- Hesperomys dolichonyx, Philippi, 1896[1]
- Akodon andinus E.L. Trouessart, 1897[1]
- Akodon jucundus Thomas, 1913[1]
- Chelemys megalonyx Gyldenstolpe, 1932[1]
- Bolomys andinus Tate, 1932[1]
- Chroeomys andinus S. Anderson, 1997[2]
- Abrothrix andinus Musser et Carleton, 2005[2]

Statut de conservation UICN

 LC  : Préoccupation mineure
Abrothrix andina, connue également sous le nom vernaculaire de souris andine de l'Altiplano ou Akodont andin, est une espèce de rongeur du genre Abrothrix dans la famille des Cricetidae endémique d'Amérique du Sud et notamment en Argentine, au Chili et du Pérou à la Bolivie.

## Historique
Lors de sa description initiale, Rodolfo Amando Philippi a identifié cette nouvelle espèce de mammifères comme une nouvelle espèce de souris en la nommant Mus andinus. Cette espèce a changé de genre à plusieurs reprises (Hesperomys, Akodon, Chelemys, Bolomys, Chroeomys) ainsi que d'épithète d'espèce avec les épithètes suivants : andinus, dolichonyx, cinnamomea, jucundus, gossei, megalonyx. Des recherches ont montré que l'espèce était déjà connue avant l'ère Holocène avec la présence de restes sur le site archéologique de Tebenquiche Chico en Argentine.

## Description
Abrothrix andina est une petite espèce avec une longueur moyenne de la tête et du corps de 90 mm à laquelle on ajout une queue de 65 mm. Son pelage est chamois clair et comporte des taches post-auriculaires blanchâtres distinctes. Les lèvres et le menton sont aussi blanchâtres. Crâne est petit avec un rostre court et étroit. Les nasaaux et les prémaxillaires sont modérément étendus. Les bords de la fosse mésoptérygoïdienne légèrement divergents vers l'arrière et les bulles tympaniques relativement grandes et arrondies.

## Taxonomie

### Noms vernaculaires
Les noms vernaculaires de cette espèce d'Abrothrix est souris andine de l'Altiplano ou Akodont andin (traduction littérale des noms anglais Andean Altiplano mouse et Andean akodont).

### Étymologie
Ce mammifère a d'abord été appelé Mus andinus par Rodolfo Amando Philippi en 1858 du fait de sa présence dans les Andes. Le nom a ensuite été modifié en Abrothrix andina, d'abord du fait de sa phylogénie pour le nom de genre et pour l'épithète andinus modifié en andina du fait d'une correction de l'accord grammatical avec le nom de genre.

### Classification
Abrothrix andina est un membre de l'ordre des Rodentia et de la famille Cricetidaedans le genre Abrothrix,.

### Sous-espèces
Il existe au moins deux sous-espèces :
- Abrothrix andina andina qui est un peu plus grande avec une longueur totale de 150 mm et une couleur brun rougeâtre. On la retrouve au Chili de Santiago à Coquimbo.
- Abrothrix andina dolichonyx est la deuxième sous-espèce. Celle-ci se retrouve plus au nord entre le Pérou et la Bolivie. Ses couleurs sont plus pâles et elle est plus petite en taille.

## Répartition et habitat
On rencontre ce petit mammifère A. andinadans les arbustes et les prairies entre le sud du Pérou, l'ouest de la Bolivie, au Chili et dans l'Ouest de l'Argentine, dans l'Altiplano. Elle se trouve entre 2 000 m et 3 000 m mais aussi au-dessus de 3 500 m,. On peut parfois la rencontrer jusqu'à 5 000 m et lorsque les hivers sont particulièrement froids à seulement 950 m dans le centre du Chili. L'espèce apprécie un climat avec des été secs et des hivers enneigés.

## Biologie

### Régime alimentaire
Abrothrix andina se nourrit principalement de petits arbustes durant l'été et très dense en Asteraceae et notamment le genre Lepidophyllum. Leur régime alimentaire a montré des comportements qui présentent hyperphagie et le régime alimentaire hivernale comprend l'ajout d'insectes en plus des arbustes. Lors de changements extrêmes de température, la morphologie intestinale s'adapte et entraîne une modification de la dépense énergétique. Cela se caractérise par un taux métabolique qui peut augmenter de 36,6 % pendant l'hiver et par conséquent une masse corporelle de ces souris qui fluctue également au fil des saisons.

### Comportement
Abrothrix andina est une espèce active tout au long de l'année et ce quelle que soit la saison. Son activité est surtout nocturne et peut être diurne lors des saisons plus froides comme l'Automne et l'hiver. Cette espèce est capable de creuser des tunnels et un système de gallerieà une profondeur de 5 cm.

### Prédateurs
Abrothrix andina est une proie des renards et entre dans le régime alimentaire de la Chouette effraie.